# دری (شهر)
دری (به انگلیسی: Derry) شهری در ایرلند شمالی است. جمعیت این شهر ۲۳۷٬۰۰۰ نفر است.